# Hahnia zhejiangensis
Hahnia zhejiangensis är en spindelart som beskrevs av Song och Zheng 1982. Hahnia zhejiangensis ingår i släktet Hahnia och familjen panflöjtsspindlar. Inga underarter finns listade i Catalogue of Life.